# 14.ª Divisão Panzer (Alemanha)
A 14ª Divisão Panzer (em alemão: 14. Panzer-Division) foi uma unidade militar blindada da Alemanha que esteve em serviço durante a Segunda Guerra Mundial.

## Comandantes
| Comandante                                      | Data                                                      |
| ----------------------------------------------- | --------------------------------------------------------- |
| General der Infanterie Erik Hansen              | 15 de agosto de 1940 - 30 de setembro de 1940             |
| Generalmajor Heinrich von Prittwitz und Gaffron | 1 de outubro de 1940 - 21 de março de 1941                |
| Generalmajor Friedrich Kühn                     | 22 de março de 1941 - 30 de junho de 1942                 |
| Generalmajor Ferdinand Heim                     | 1 de julho de 1942 - 1 de novembro de 1942                |
| Oberst Hans Freiherr von Falkenstein            | 1 de outubro de 1942 - 1 de novembro de 1942 m.d.st.F.b.  |
| Generalmajor Johannes Baeßler                   | 1 de novembro de 1942 - 26 de novembro de 1942            |
| Oberst Martin Lattmann                          | 26 de novembro de 1942 - 31 de dezembro de 1942.m.d.F.b.  |
| Generalmajor Martin Lattmann                    | 1 de janeiro de 1943 -?? de janeiro de 1943               |
| Oberst Günther Ludwig                           | ?? de janeiro de 1943 - 30 de janeiro de 1943 m.d.F.b.    |
| Oberst Friedrich Sieberg                        | 1 de abril de 1943 - 31 de maio de 1943 m.d.F.b.          |
| Generalmajor Friedrich Sieberg                  | 1 de junho de 1943 - 29 de outubro de 1943                |
| Oberst Karl-Max Grässel                         | 29 de outubro de 1943 - 31 de outubro de 1943 m.d.F.b.    |
| Oberst Martin Unrein                            | 1 de novembro de 1943 - 31 de dezembro de 1943 m.d.F.b.   |
| Generalmajor Martin Unrein                      | 1 de janeiro de 1944 - 31 de agosto de 1944               |
| Oberst Karl-Max Grässel                         | 25 de março de 1944 - 6 de maio de 1944 m.d.F.b.          |
| Generalleutnant Martin Unrein                   | 7 de maio de 1944 - 31 de agosto de 1944                  |
| Oberst d.R. Werner Mummert                      | 1 de setembro de 1944 - 4 de setembro de 1944 m.d.F.b.    |
| Oberst Oskar Munzel                             | 5 de setembro de 1944 - 24 de novembro de 1944 m.d.F.b.   |
| Generalleutnant Martin Unrein                   | 25 de novembro de 1944 - 31 de janeiro de 1945            |
| Oberst Friedrich-Wilhelm Jürgens                | 1 de fevereiro de 1945 - 23 de fevereiro de 1945 m.d.F.b. |
| Oberst Karl Grässel                             | 24 de fevereiro de 1945 - 19 de março de 1945 m.d.F.b.    |
| Oberst Walter Palm                              | 20 de março de - 1945 m.d.F.b.                            |

## Oficiais de Operações
| Oberstleutnant Raimund Hörst                   | 15 de agosto de 1940 - agosto de 1942          |
| Oberstleutnant Bernd von Pezold                | agosto de 1942 - 31 de janeiro de 1943 (POW)   |
| Oberstleutnant Ferdinand Edler von der Planitz | 10 de março de 1943 - 15 de novembro de 1943   |
| Major/Oberstleutnant Peter von Butlar          | 15 de novembro de 1943 - 1 de setembro de 1944 |
| Major Fritz von Bomhard                        | 5 de outubro de 1944 - 1945                    |

## Área de operações
| Alemanha                     | agosto de 1940 - março de 1941      |
| Hungria                      | março de 1941 - abril de 1941       |
| Jugoslávia                   | abril de 1941 - maio de 1941        |
| Alemanha                     | maio de 1941 - junho de 1941        |
| Frente Oriental, setor sul   | junho de 1941 - janeiro de 1943     |
| França                       | abril de 1943 - outubro de 1943     |
| Frente Oriental, setor sul   | outubro de 1943 - julho de 1944     |
| Recuando para reestruturar   | julho de 1944 - de setembro de 1944 |
| Frente Oriental, setor norte | setembro de 1944 - abril de 1945    |